# Cabillus nigrostigmus
Cabillus nigrostigmus je paprskoploutvá ryba z čeledi hlaváčovití (Gobiidae).
Druh byl popsán roku 2013 Marcelem Kovačićem a Sergejem Bogorodským

## Popis a výskyt
Maximální délka ryby 4,2 cm.
Tělo mírně protáhlé, vzadu laterálně stlačené. Hlava a tělo je strakatě šedé. Má tmavě hnědý pruh vedoucí od hřbetní ploutve a končící na spodní straně břicha. Pět nezřetelných, nepravidelných, tmavých pruhů podél hřbetu. Ve střední čáře tři tmavé skvrny, černá skvrna na konci ocasní stopky. Tmavá skvrna ve tvaru "S" na bázi ocasní ploutve. Šikmý tmavě hnědý pás od horního rtu k oční zornici. První hřbetní
ploutev pigmentovaná s černou skvrnou, druhá průhledná se rozptýlenými tmavými tečkami. Ocasní a prsní ploutve jsou průhledné. Břišní a řitní ploutve bělavé.
Byla nalezena ve vodách západního Indického oceánu (Rudé moře, Akabský záliv). Obývá mělké vody s písčitým dnem hloubky 1–6 m. Je aktivní v noci, částečně ukrytá v písku.